# Всеиндийская футбольная федерация
Всеиндийская футбольная федерация (англ. All India Football Federation (AIFF)) — организация, осуществляющая контроль и управление футболом в Индии. Федерация является организатором сборных команд Индии а также контролирует проведение национального чемпионата и ряда других общенациональных турниров.
Федерация была основана в 1937 году и была принята в число членов ФИФА в 1948 году, вскоре после обретения Индией независимости в 1947 году. В 1954 году Индия стала одной из стран-основательниц Азиатской конфедерации футбола (АФК).

## История
Основанная в 1893 году Индийская футбольная ассоциация (ИФА), и поныне управляющая футболом в штате Западная Бенгалия, в те годы фактически руководила этим видом спорта и во всей Британской Индии. Британцы доминировали в руководстве ассоциации на протяжении первых десятилетий XX века, благодаря их деятельности и английским методикам футбол в то время стал очень популярным в Бенгалии. Являясь одновременно составной частью Футбольной ассоциации Англии, ассоциация контролировала все заграничные поездки и организовывала матчи индийских клубов с иностранными командами в Калькутте и других городах.
Управление футбольными соревнованиями в Индии осуществлялось немногочисленными региональными ассоциациями. Таких ассоциаций существовало не слишком много, тем не менее в ИФА считали, что провинциям нужно стремиться к формированию общенационального органа. На конференции, организованной в 1935 году в Дарбханге удалось, помимо представителей ИФА собрать делегатов еще от 7 регионов. Однако, в результате разногласий, представители ИФА покинули конференцию, а оставшиеся участники создали орган, названный "Всеиндийская футбольная ассоциация". Позднее представитель ИФА Пантадж Гупта обратился к руководителям армейского спорта с рядом предложений для разрешения конфликта, и в начале марта 1937 года была разработана компромиссная формула, которая, в конечном счете, привела к созданию Всеиндийской федерации футбола. 27 марта 1937 года в Дели под руководством бригадного генерала Маджендина состоялась встреча руководителей ИФА, ВФА и ряда региональных ассоциаций, на которой было решено ликвидировать ВФА и создать вместо этого Всеиндийскую футбольную федерацию с одним представителем от каждой ассоциации и по два - от ИФА и от Совета по контролю над армейским спортом.
23 июня 1937 года на конференции, прошедшей в расположении штаба британской армии в Шимле, столице горного штата Химачал-Прадеш, была официально учреждена Всеиндийская футбольная федерация. Шестью организациями, договорившимися о создании единой федерации, стали Индийская футбольная ассоциация (представляющая Западную Бенгалию), Совет по контролю над армейским спортом, Футбольная ассоциация Западной Индии, ассоциации Соединённых провинций, Бихара, а также Дели. Первым председателем был избран генерал Маджендин.

## Организационная структура
В состав федерации входят ассоциации футбола тридцати трёх штатов, помимо этого, в качестве ассоциированных членов, в федерацию вошли спортивные комитеты работников железных дорог и государственных служащих, а также комитет по делам женщин. Ассоциации трёх штатов ожидают приёма в число членов федерации.
Члены федерации имеют собственные уставы и органы управления. В ряде случаев они не соответствуют правилам федерации. В зависимости от размеров штата, ассоциации включают в себя ряд районных ассоциаций, связанных с ними. Клубы находятся в районных ассоциациях. В небольших штатах клубы напрямую входят в ассоциацию штата.  Каждый индийский штат проводит свои собственные соревнования. Соревнования проводятся также на районном и внутрирайонном уровнях.
Среди ассоциаций штатов существует явное неравенство. Некоторые из них имеют значительные ресурсы, хорошо оснащенный и укомплектованный офис. А есть такие, в которых к качестве штаб-квартиры используется всего одна комнатка, куда секретарь приходит по завершении своей основной работы.

## Соревнования
Всеиндийская футбольная федерация является организатором следующих соревнований:
- Ай-лига (общенациональная профессиональная лига)
- Кубок Федерации
- Кубок Дюранда (третий в мире и старейший в Индии футбольный турнир)
- Santosh Trophy
- Dutta Ray Trophy (национальный чемпионат U-21)
- B.C. Roy Trophy (национальный чемпионат U-19)
- Mir Iqbal Hussain Trophy (национальный чемпионат U-16)
- Кубок Неру (международный товарищеский турнир среди сборных)